# NGC 3991
NGC 3991 est une galaxie irrégulière magellanique vue par la tranche et située dans la constellation de la Grande Ourse. NGC 3991 a été découverte par l'astronome prussien Heinrich Louis d'Arrest en 1864.

## Caractéristiques
La classe de luminosité de NGC 3991 est V-VI et elle présente une large raie HI.

### Distance
Sa vitesse par rapport au fond diffus cosmologique est de 3 473 ± 20 km/s, ce qui correspond à une distance de Hubble de 51,2 ± 3,6 Mpc (∼167 millions d'al).

### Brillance de surface
En raison d'une brillance de surface égale à 11,8  mag/am2, on peut qualifier NGC 3991 de galaxie présentant une brillance de surface élevée.

## Paire de galaxies en interaction
NGC 3991 et NGC 3995 sont deux galaxies en interaction gravitationnelle et elles figurent dans l'atlas des galaxies particulières de Halton Arp sous la désignation Arp 313. Halton Arp décrit ces celles-ci comme présentant des rubans linéaires de grumeaux brillants et des bras spiraux déformés. Il note aussi des émissions intenses en provenance de ces deux galaxies.

## Groupe de NGC 3995
Selon A.M. Garcia, la galaxie NGC 3991 fait partie d'un groupe de galaxies qui compte au moins 11 membres, le groupe de NGC 3995. Les autres membres du groupe sont NGC 3935, IC 2981*, NGC 3986, NGC 3994, NGC 3995, IC 2973, IC 2978, IC 2979, MCG 4-26-54 et UGC 6892.
La galaxie NGC 3966 de la liste de Garcia est PGC 37462. Cette galaxie est IC 2981 et non NGC 3966. En fait, les galaxies NGC 3966 et NGC 3986 sont une seule et même galaxie, soit PGC 37544. Un autre doublon du New General Catalogue
Les galaxies NGC 3986, NGC 3991, NGC 3994, NGC 3995 et IC 2979 (notée 1154+3225 une abréviation pour CGCG 1154.3+3225) apparaissent aussi dans un groupe décrit dans un article d'Abraham Mahtessian paru en 1998.